# Шаламов, Иван Иванович
Ива́н Ива́нович Шала́мов (1907 — ?) — советский хозяйственный руководитель, директор Мариупольского металлургического завода имени Ильича в 1958—1962 годах.

## Биография
Отец, Иван Иосифович, работал на заводе «Провиданс» (Мариуполь) печником. Сын, Иван Иванович пришёл работать на завод имени Ильича (бывший «Провиданс») в 13 лет в 1920 году рассыльным. В 1923—1925 годах учился в ФЗУ, затем четыре года работал слесарем механического цеха. В 1929—1931 годах служил в армии, вернувшись на завод, был мастером механического цеха. В 1937 году закончил вечернее отделение Ждановского металлургического института. После окончания института был помощником начальника 8-го, броневого цеха. В 1941—1945 годах — заместитель начальника цеха «200» в Челябинске, а с 1945 года — заместитель начальника ряда цехов завода имени Ильича.
В 1948—1957 годах — начальник цеха «ЛП», затем — главный инженер завода. В 1958 году назначен директором завода имени Ильича. С 1962 по 1970 год, до ухода на пенсию, работал на руководящих постах на заводе. Был награждён орденами Ленина, Трудового Красного Знамени, «Знак почёта» и медалями.